# پیاجیو پی‌.۱۱۹
پیاجیو پی. ۱۱۹ (به انگلیسی: Piaggio_P.119) یک هواگرد ملخ‌پیشین تک‌موتوره از نوع جنگنده ساخت شرکت Piaggio است. هواگرد پیاجیو پی. ۱۱۹ نخستین پروازش را در ۱۹ دسامبر ۱۹۴۲ میلادی انجام داد. در مجموع، تعداد ۱ فروند از این هواگرد ساخته شده‌است.
طراح این هواگرد، Giovanni Casiraghi بود.